# Anne-Marie Quist
Johanne Maria (Anne) Quist-Boelens (Nijmegen, 26 december 1957) is een Nederlands roeister. Zij nam eenmaal deel aan de Olympische Spelen, en won bij die gelegenheid een bronzen medaille.
In 1984 nam zij op 26-jarige leeftijd deel aan de Spelen van Los Angeles. De roeiwedstrijden werden gehouden op Lake Casitas. Ze kwam hierbij uit op de roeionderdelen vier met stuurvrouw en acht met stuurvrouw. Bij de vier met stuurvrouw werd ze vijfde en bij de acht met stuurvrouw won ze een bronzen medaille. Met een tijd van 3.02,92 eindigde de Nederlandse acht met stuurvrouw achter de Verenigde Staten (goud; 2.59,80) en Roemenië (zilver; 3.00,87).
In haar actieve tijd was ze aangesloten bij de Utrechtse studentenroeivereniging Orca. Ze werd sportarts en trouwde met Jan Boelens.

## Palmares

### Roeien (vier met stuurvrouw)
- 1984: 5e OS - 3.23,97

### Roeien (acht met stuurvrouw)
- 1984:  OS - 3.02,92

Catalien Neelissen · 
Anne-Marie Quist · 
Wiljon Vaandrager · 
Marieke van Drogenbroek · 
Marty Laurijsen (stuurvrouw)
Lynda Cornet · 
Marieke van Drogenbroek · 
Harriet van Ettekoven · 
Greet Hellemans · 
Nicolette Hellemans · 
Catalien Neelissen · 
Anne-Marie Quist · 
Wiljon Vaandrager · 
Marty Laurijsen (stuurvrouw)